# 아미니옙스카야역
아미니옙스카야역(러시아어: Аминьевская)은 2021년 12월 7일에 개장한 모스크바 지하철 볼샤야 콜체바야 선의 역이다.